# エゴマ油
エゴマ油（Perilla oil）は、荏胡麻の種子に由来する植物油。焙煎した荏胡麻の種子から圧搾した油はナッツのような香ばしさがあり、食用油として使用される。焙煎していない荏胡麻の種子を圧搾した物は食用以外の用途、例えば油絵具のバインダーや木製品・革製品のオイルフィニッシュワニスなどの目的で使用される。

## 栄養価
エゴマ油は脂肪酸の豊富な供給源と考えられており、飽和脂肪酸と不飽和脂肪酸の両方を含む。エゴマ油に含まれる飽和脂肪酸は、主にパルミチン酸（5〜7％）とステアリン酸（1〜3％）、不飽和脂肪酸は、オレイン酸（12〜22%）、リノール酸（13〜20%）、γ-リノレン酸（0-1％）、α-リノレン酸（54〜64%）、アラキジン酸（0 - 1%）となっている。
エゴマ油はオメガ3脂肪酸54〜64%、オメガ6脂肪酸成分は通常約14%が含まれており、他の植物油と比較して多く含まれている。